# Joe Spinell
Joseph Spagnuolo (Manhattan, Nueva York; 28 de octubre de 1936 - Queens, Nueva York; 13 de enero de 1989), más conocido como Joe Spinell, fue un actor estadounidense que trabajó en numerosas películas en las décadas de 1970 y 1980, como también varias obras teatrales de Broadway y off-Broadway. Su carrera como actor de carácter incluye papeles en filmes como Rocky (1976), interpretando a Tony Gazzo, y El padrino (1972) y El padrino II (1974), interpretando a Willi Cicci.
Hasta su muerte, su trayectoria abarcó desde pequeños papeles hasta papeles secundarios importantes. Interpretó personajes principales en las cintas de terror Maniac (1980), The Last Horror Film (1982) y The Undertaker (1988).

## Primeros años
Spinell nació como Joseph Spagnuolo en Manhattan (Nueva York), el menor de seis hijos de padres inmigrantes italianos. Su padre, Pellegrino Spagnuolo (1892-1950), murió de una enfermedad hepática y renal. Su madre, Filomena Spagnuolo (1903-1987), fue una actriz que interpretó pequeños papeles en varias películas, algunas de ellas junto a su hijo. Spinell nació en el apartamento de su familia en la Segunda Avenida en Kips Bay (Manhattan), un área que entonces albergaba a diez mil italoestadounidenses. Unos años después de la muerte de su padre, se mudó con su madre y sus hermanos mayores a Woodside (Queens), donde vivió intermitentemente por el resto de su vida. A mediados y finales de la década de 1970, cuando vivía en California, vivía en un apartamento en el complejo Oakwood Apartments cerca del Toluca Lake. Era conocido por abusar intensamente de las drogas y el alcohol de forma intermitente a lo largo de su carrera, especialmente durante los períodos de desempleo. Spinell nació con hemofilia y tuvo asma crónico durante la mayor parte de su vida.

## Carrera

### 1970-1982: Éxito en el cine
Debido a su complexión corpulenta y su apariencia imponente, Spinell a menudo fue seleccionado para interpretar criminales, matones o policías corruptos. Como adolescente y adulto joven, protagonizó varias obras de teatro, tanto dentro como fuera de Broadway.
En 1971, consiguió su primer papel cinematográfico en un pequeño papel como el mafioso asesino a sueldo Willi Cicci para la familia Corleone en El padrino, dirigida por Francis Ford Coppola. Fue la película más taquillera de 1972 y durante un tiempo fue la película más taquillera jamás realizada. Ganó los premios Oscar a mejor película, actor y guion adaptado, además de otras nominaciones. Spinell le agradaba tanto a Coppola que le pidió que participara en el rodaje de la película más de lo necesario, por lo que le pagaban la tarifa diaria de actor incluso si no aparecía en las escenas de ese día.
En 1974, Spinell repitió su papel en El padrino II, donde Cicci todavía trabaja para la familia Corleone, pero después de haber sido ascendido de soldato a guardaespaldas personal de Frank Pentangeli (Michael V. Gazzo). La película fue nominada a once premios de la Academia y se convirtió en la primera secuela en ganar el premio a la mejor película. Fue la película más taquillera de Paramount Pictures en 1974 y fue la quinta película más taquillera en Norteamérica ese año. Spinell iba a repetir su papel en El padrino III (1990), pero murió antes de que comenzara el rodaje.
En 1975, actuó en Adiós, muñeca de Dick Richards. En 1976, actuó en Next Stop, Greenwich Village, de Paul Mazursky; Taxi Driver, de Martin Scorsese; y Stay Hungry, de Bob Rafelson. Ese año, interpretó el papel de Gazzo, un usurero en Rocky, de John G. Avildsen. Obtuvo 225 millones de dólares en ingresos de taquilla mundial, convirtiéndose en la película más taquillera de 1976, ganó tres premios Oscar, incluido el de mejor película, y convirtió al actor principal Sylvester Stallone en una estrella.
En 1977 actuó en Sorcerer, una adaptación de suspenso de El salario del miedo, dirigida por William Friedkin.
En 1978, actuó en Nunzio de Paul Williams; Big Wednesday, de John Milius; Paradise Alley de Sylvester Stallone; y The One Man Jury. También interpretó al antagonista principal en la ópera espacial Starcrash de Luigi Cozzi, producida en Italia, protagonizada por Caroline Munro y Marjoe Gortner.
En 1979, actuó en Last Embrace, de Jonathan Demme, y en Winter Kills, de William Richert. Repitió su papel de Gazzo en Rocky II, esta vez bajo la dirección de Sylvester Stallone. Rocky II terminó entre las tres películas más taquilleras de 1979, tanto en el mercado norteamericano como en todo el mundo. La película recaudó 6 390 537 dólares durante su primer fin de semana, 85 182 160 dólares en la taquilla de Estados Unidos y 200 182 160 dólares en total.

### 1980-1982: Protagonista de películas terror
Aunque conocido principalmente como actor de carácter, Spinell coescribió, coprodujo y protagonizó su primer papel principal como asesino en serie en la película Maniac de 1980, un slasher de terror psicológico dirigido por William Lustig.
También en 1980, actuó en The Little Dragons de Curtis Hanson, Cruising de William Friedkin, The Ninth Configuration de William Peter Blatty, Brubaker de Stuart Rosenberg, The First Deadly Sin de Brian G. Hutton y Melvin y Howard de Jonathan Demme.
En 1981, tuvo un papel secundario en la película de acción Nighthawks de Sylvester Stallone. En 1982, actuó en Night Shift y Monsignor.
Ese año protagonizó la comedia de terror de David Winters The Last Horror Film, coprotagonizada por Caroline Munro. Se proyectó en festivales de cine, recibió candidaturas a los Premios Saturn y en el Festival de Cine de Sitges formó parte de su selección oficial, y ganó el premio a la mejor fotografía.